# مراسم چای

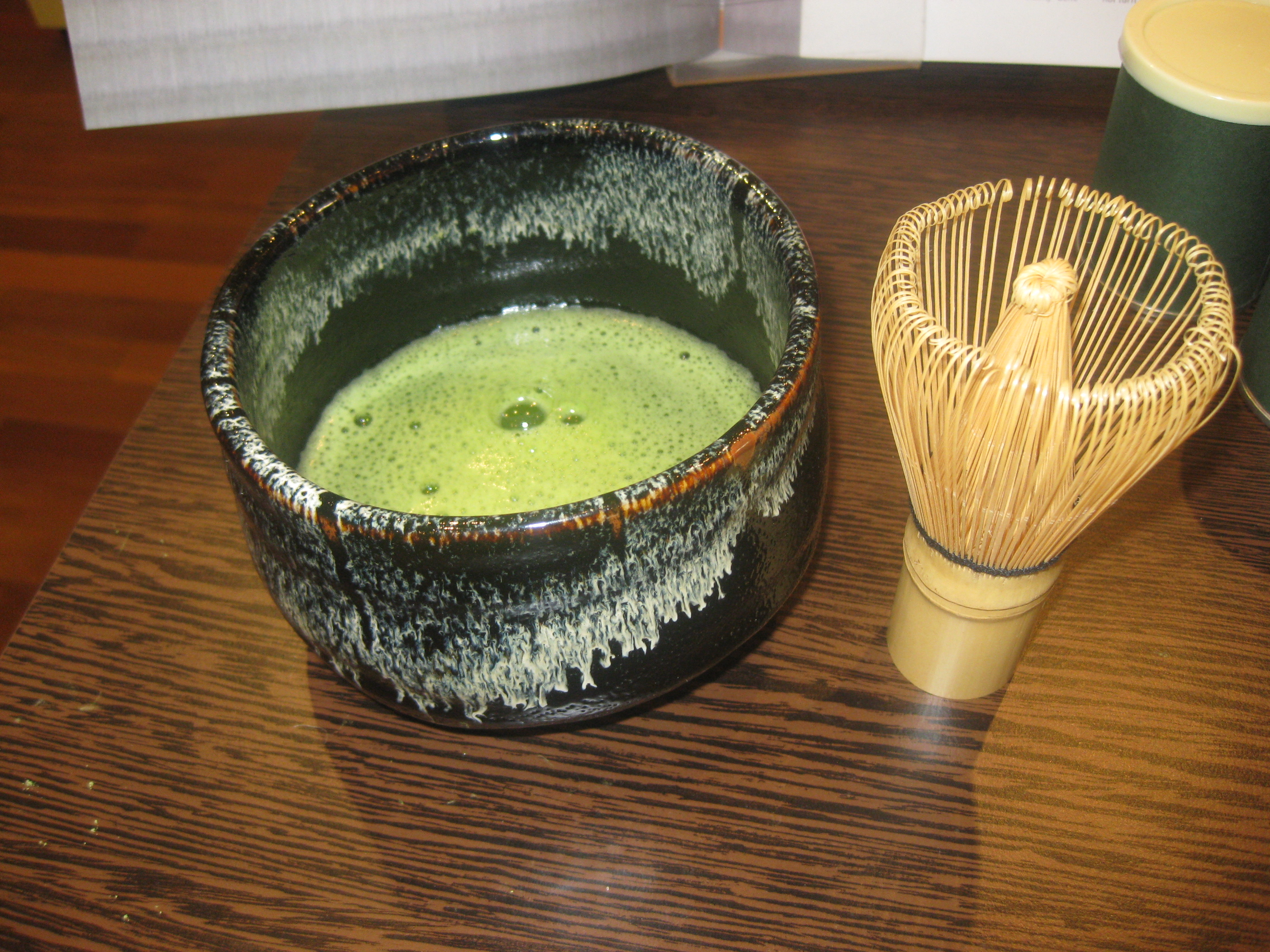
ماچا (چای سبز ژاپنی)

مراسم چای (茶经) آیین تهیه چای (茶 چا) است که توسط چینی‌ها، کره ای‌ها و ژاپنی‌ها در شرق آسیا شرق آسیا انجام می‌شود. مراسم چای (به زبان چینی: 茶道 یا 茶 禮 یا 茶艺)، به معنای واقعی کلمه به ژاپنی «راه چای»، «آداب معاشرت برای چای» یا «آیین چای» به کره ای، و «هنر چای» به زبان چینی، یک فعالیت فرهنگی شامل تهیه و ارائه تشریفاتی چای است. مراسم چای ژاپنی تحت تأثیر فرهنگ چای چینی در زمان‌های باستان و قرون وسطایی تاریخ چین قرار گرفت، از قرن ۹ میلادی چای برای اولین بار از چین به ژاپن وارد شد. مراسم چای همچنین می‌تواند به مجموعه آیین‌ها، ابزارها، مودرا و غیره که در چنین مراسمی مانند فرهنگ چای استفاده می‌شود، اشاره داشته باشد.